# ФК Енерги Котбус
ФК Енерги Котбус (длсрп. Energija Chóśebuz) немачки је фудбалски клуб из града Котбуса. Енерги игра своје утакмице на Стадиону пријатељства капацитета 22.450 гледалаца. Тренутно се такмичи у Регионалној лиги североисток, четвртом рангу немачког фудбала.

## Успеси
- Куп Немачке
  - Финалиста (1): 1996/97.